# Kunratice (Děčíni járás)
Kunratice település Csehországban, Děčíni járásban. Kunratice Janská, Jetřichovice, Chřibská és Česká Kamenice településekkel határos. Lakosainak száma 266 fő (2024. január 1.).

## Népesség
A település lakosságának változását az alábbi diagram mutatja:
| Lakosok száma | 1244 | 976  | 828  | 306  | 233  | 246  | 257  | 252  | 238  | 266  |
|               | 1869 | 1900 | 1921 | 1961 | 1980 | 2011 | 2016 | 2019 | 2021 | 2024 |